# Agalychnis buckleyi
Espèce
Synonymes
- Phyllomedusa buckleyi Boulenger, 1882
- Hylomantis buckleyi (Boulenger, 1882)
- Phyllomedusa loris Boulenger, 1912
- Hyla porifera Andersson, 1945

Statut de conservation UICN

 LC  : Préoccupation mineure
Agalychnis buckleyi est une espèce d'amphibiens de la famille des Phyllomedusidae.

## Répartition
Cette espèce se rencontre de 400 à 1 800 m d'altitude sur le versant amazonien de la cordillère Orientale en Équateur et en Colombie dans les départements de Caquetá et de Santander,.

## Étymologie
Cette espèce est nommée en l'honneur de Clarence Buckley (fl.1839-1889).

## Publication originale
- Boulenger, 1882 : Catalogue of the Batrachia Salientia s. Ecaudata in the collection of the British Museum, ed. 2, p. 1-503 (texte intégral).